# Patrik Sundström
Patrik Sundström, född 14 december 1961 i Skellefteå, uppvuxen på Sofiehem i Umeå, är en svensk tidigare ishockeyspelare.

## Biografi
Patrik Sundström är en av de mer framgångsrika ishockeyspelare som fostrats av IF Björklöven, där han spelade tre hela säsonger innan han började spela för kanadensiska Vancouver Canucks i National Hockey League. Efter fem säsonger i Vancouver Canucks blev han tradad till New Jersey Devils där han också spelade i fem säsonger. När han återvände till Sverige spelade han två säsonger med IF Björklöven och var en starkt bidragande orsak att de 1993 lyckades spela sig upp i Elitserien igen.
Patrik gjorde totalt 588 poäng (219 mål, 369 assist) på 679 grundseriematcher i NHL. Därutöver gjorde han 9 mål på 37 matcher i Stanley Cup-slutspelet. Han gjorde också 86 poäng (41 mål, 45 assist) på 115 elitseriematcher. Den 22 april 1988 raderade Patrik ut Wayne Gretzkys rekord för antal poäng i en och samma slutspelsmatch när han gjorde 3 mål och 5 assist i matchen mot Washington Capitals. NHL-rekordet står sig än idag
Han representerade Sverige i J-VM 1979/1980 och 1980/1981. Han representerade också Sverige i 65 officiella A-landskamper, bland annat VM 1981 och 1982 samt Canada Cup 1981 och 1984.
Numera arbetar han med ungdomsishockey på Björklövens hockeygymnasium i Umeå. 
Patrik är tvillingbror till Peter Sundström och pappa till Alexander Sundström.
Hans egen pappa, Elon Sundström, och hans farbror Kjell "Garrincha" Sundström var också välkända västerbottensprofiler inom hockeyn.
Bröderna Patrik och Peter Sundström möttes i NHL vid 18 tillfällen, vilket är rekord för tvillingmöten. I hela NHL-historien finns det bara två andra tvillingpar som ställts mot varandra – Rich Sutter och Ron Sutter vid 17 tillfällen (senast 14 mars 1994) samt Joel och Henrik Lundqvist. 
Den 28 januari 2012 gick Sundström in som assisterande tränare för Björklöven för resten av säsongen. Året efteråt stod han fortsatt i båset när Björklöven lyckades återta sin plats i Hockeyallsvenskan. Han tränade därefter laget en säsong till i Hockeyallsvenskan innan han avslutade sin korta men lyckade tränarkarriär

## Meriter
- Brons i JVM 1979/1980
- Guld i JVM 1980/1981
- Utsågs till bästa forward och blev uttagen i All Star Team vid JVM 1980/1981
- VM-silver 1981
- Guldpucken 1981/1982
- Tvåa i Canada Cup 1984
- Viking Award (bäste svensk i NHL) 1983/1984 och 1988/1989
- Pensionerad tröja i Umeå Arenas tak 2011

## Rekord
- NHL, Flest poäng i en slutspelsmatch: 8 poäng

Den 22 april 1988, New Jersey mot Washington, 3 mål och 5 assist 
(rekordet har senare tangerats av Mario Lemieux, Pittsburgh Penguins, 25 april 1989 i Pittsburgh vid segern med 10-7 över Philadelphia Flyers. 
Lemieux fick 5 mål och 3 assist)
- Klubbrekord, Vancouver Canucks, Flest poäng i en grundspelsmatch: 7 poäng

Den 29 februari 1984 mot Pittsburgh, 1 mål och 6 assist
- Klubbrekord, Vancouver Canucks, Flest assist i en grundspelsmatch: 6 assist

Den 29 februari 1984 mot Pittsburgh
- Klubbrekord, Vancouver Canucks, Flest mål under en säsong för en center: 91 poäng

Säsongen 1983/1984, 38 mål

## Statistik
| 1978–79      | IF Björklöven     | Elitserien   | 1   | 0   | 0   | 0   | 0   | —  | — | —  | —  | —  |
| 1979–80      | IF Björklöven     | Elitserien   | 26  | 5   | 7   | 12  | 20  | 3  | 1 | 0  | 1  | 4  |
| 1980–81      | IF Björklöven     | Elitserien   | 36  | 10  | 18  | 28  | 30  | —  | — | —  | —  | —  |
| 1981–82      | IF Björklöven     | Elitserien   | 36  | 22  | 13  | 35  | 38  | 7  | 3 | 4  | 7  | 6  |
| 1982–83      | Vancouver Canucks | NHL          | 74  | 23  | 23  | 46  | 30  | 4  | 0 | 0  | 0  | 2  |
| 1983–84      | Vancouver Canucks | NHL          | 78  | 38  | 53  | 91  | 37  | 4  | 0 | 1  | 1  | 7  |
| 1984–85      | Vancouver Canucks | NHL          | 71  | 25  | 43  | 68  | 46  | —  | — | —  | —  | —  |
| 1985–86      | Vancouver Canucks | NHL          | 79  | 18  | 48  | 66  | 28  | 3  | 1 | 0  | 1  | 0  |
| 1986–87      | Vancouver Canucks | NHL          | 72  | 29  | 42  | 71  | 40  | —  | — | —  | —  | —  |
| 1987–88      | New Jersey Devils | NHL          | 78  | 15  | 36  | 51  | 42  | 18 | 7 | 13 | 20 | 14 |
| 1988–89      | New Jersey Devils | NHL          | 65  | 28  | 41  | 69  | 36  | —  | — | —  | —  | —  |
| 1989–90      | New Jersey Devils | NHL          | 74  | 27  | 49  | 76  | 34  | 6  | 1 | 3  | 4  | 2  |
| 1990–91      | New Jersey Devils | NHL          | 71  | 15  | 31  | 46  | 48  | 2  | 0 | 0  | 0  | 0  |
| 1991–92      | New Jersey Devils | NHL          | 17  | 1   | 3   | 4   | 8   | —  | — | —  | —  | —  |
| 1991–92      | Utica Devils      | AHL          | 1   | 0   | 0   | 0   | 0   | —  | — | —  | —  | —  |
| 1993–94      | IF Björklöven     | Elitserien   | 16  | 4   | 7   | 11  | 14  | —  | — | —  | —  | —  |
| Totalt i NHL | Totalt i NHL      | Totalt i NHL | 679 | 219 | 369 | 588 | 349 | 37 | 9 | 17 | 26 | 25 |

## Källhänvisningar
1. 1 2 3  "Patrik Sundström". Eliteprospects.com. Läst 30 oktober 2014. (engelska)
2. ↑  "Patrik Sundstrom". Legendsofhockey.net. Läst 30 oktober 2014. (engelska)